# Åsasjön, Östergötland
Åsasjön är en sjö i Mjölby kommun i Östergötland och ingår i Motala ströms huvudavrinningsområde. Sjön har en area på 0,0584 kvadratkilometer och ligger 127,9 meter över havet.

## Delavrinningsområde
Åsasjön ingår i det delavrinningsområde (645771-146632) som SMHI kallar för Utloppet av Åsasjön. Medelhöjden är 133 meter över havet och ytan är 0,48 kvadratkilometer. Det finns inga avrinningsområden uppströms utan avrinningsområdet är högsta punkten. Vattendraget som avvattnar avrinningsområdet har biflödesordning 6, vilket innebär att vattnet flödar genom totalt 6 vattendrag innan det når havet efter 119 kilometer. Avrinningsområdet består mestadels av skog (79 procent). Avrinningsområdet har 0,06 kvadratkilometer vattenytor vilket ger det en sjöprocent på 11,8 procent.